# Llengües italooccidentals
Les llengües italooccidentals conformen el subgrup més gran de les llengües romàniques. Comprén 38 llengües en 2 branques: la italodàlmata i l'occidental.
- L'Italodàlmata, que reuneix:

1. L'italià, parlat a gairebé tota d'Itàlia però basat en l'italià central.
2. El napolità, parlat la Campània, però escampat per altres regions italianes com el sud del Laci i de les Marques, els Abruços, el Molise, la Basilicata, el nord de la Calàbria i el nord i el centre de la Pulla.
3. El sicilià, parlat a Sicília i illes adjacents, el centre i el sud de Calàbria, el sud de la Pulla i en un racó de la Campània.
4. El dàlmata, que és extingit.

- Les llengües romàniques occidentals són 32 i reuneixen:

1. El grup pirinenc-mossàrabic, que inclou dues llengües de dues branques diferents: l'aragonès, parlat al nord d'Aragó, i el mossàrab, que és extingit.
2. El grup gal·loibèric, que inclou:
  1. Les llengües gal·loromàniques, amb:
    1. Les llengües gal·loitàliques, que agrupen el piemontès, el lígur, el llombard (amb el llombard occidental i el llombard oriental), l'emilià-romanyol i el vènet, parlats a la vall del Po. Al vènet se li sol incloure l'istriot, si bé aquest també és considerat a part.
    2. Les llengües gal·lo-rètiques, que agrupen:
      1. Les llengües d'oïl, és a dir, el francès, el borgonyó, el xampanyès, el franc-comtès, el gal·ló, el lorenès, el normand, el picard, el poiteví, el saintongès i el való, parlades a França.
      2. El francoprovençal, parlat a l'Arpitània.
      3. Les llengües reto-romàniques, és a dir, el romanx, el ladí i el friülès, parlades als Alps, des de Ticino fins al Friül.

    3. Les llengües occitanoromàniques, que agrupen l'occità, parlat a Occitània, i el català, parlat als Països Catalans.

  2. Les llengües iberoromàniques, amb:
    1. El castellà, originari de Castella i parlat a Espanya així com a bona part de Llatinoamèrica.
    2. El galaicoportuguès, parlat a la franja occidental d'Ibèria i que representa l'ancestre comú de:
      1. El portuguès, parlat a Portugal i el Brasil.
      2. El gallec, parlat a Galícia.
      3. L'eonaviego, llengua de transició entre l'asturià i el gallec, parlada a cavall dels rius Eo i Navia.
      4. La fala de Xàlima, parlada a l'oest de la província de Càceres (Espanya).

    3. L'asturlleonès, parlat a Astúries, el País Lleonès, un racó del nord-est de Portugal i una petita àrea a cavall de les províncies espanyoles de Càceres i Salamanca.